# Décès en 1331
Décès
- 1327
- 1328
- 1329
- 1330
- 1331
- 1332
- 1333
- 1334
- 1335

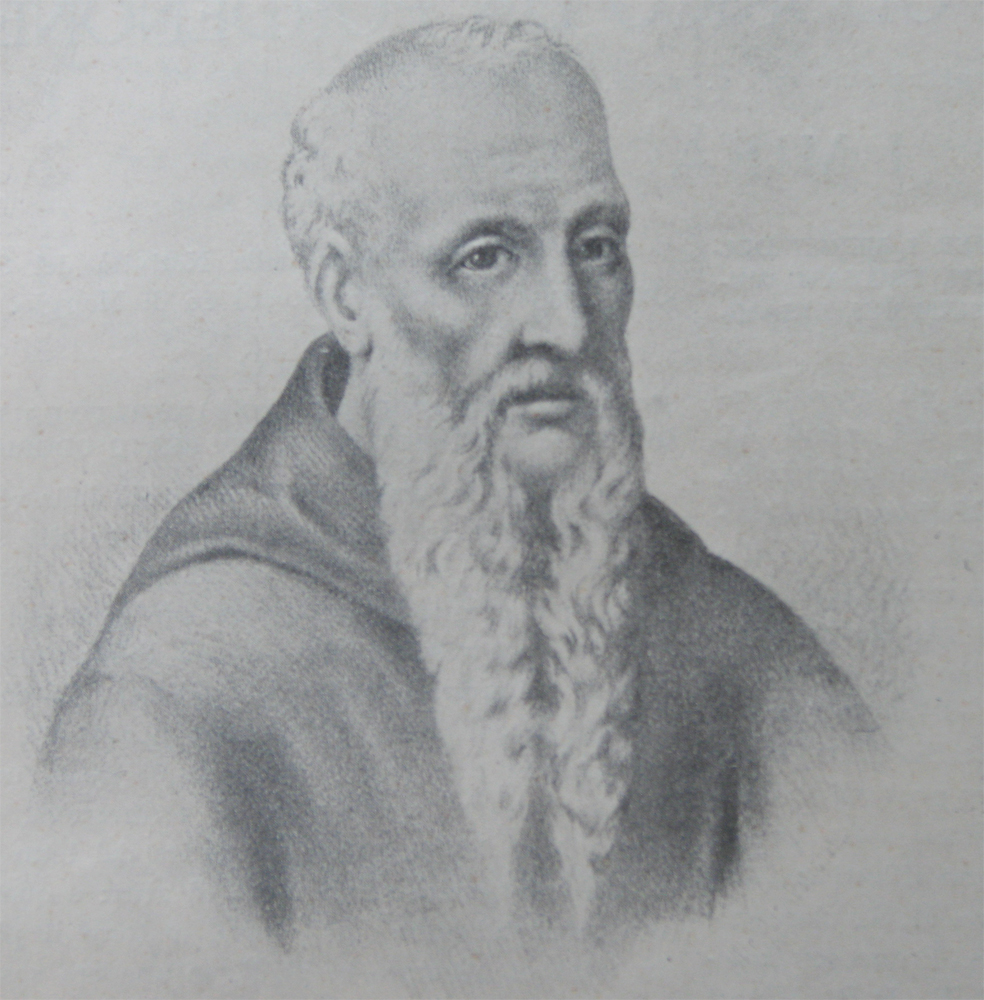
Odoric de Pordenone, mort en 1331.

Cette page dresse une liste de personnalités mortes au cours de l'année 1331 :
- 11 janvier : Przemko II, duc de Żagań, de Ścinawa, de Poznań et de Głogów.
- 14 janvier : Odoric de Pordenone, missionnaire franciscain et un des rares voyageurs occidentaux à se rendre en Extrême-Orient pendant le Moyen Âge.
- février : 
  - Saw Zein, quatrième souverain du Royaume d'Hanthawaddy, en Basse-Birmanie.
  - Zein Pun, courtisan du palais de Martaban qui s'empare du trône d'Hanthawaddy en 1331, après la mort du roi Saw Zein sur le champ de bataille de Prome.
- 27 mars : Guy de Penthièvre, ou Guy VII de Limoges, vicomte de Limoges et comte de Penthièvre
- août : Arnaud de Pellegrue, cardinal français.
- 6 octobre : Jeanne de Divion, aventurière française, brûlée à Paris.
- 17 octobre : Gérard de Courtonne, évêque de Soissons.
- 27 octobre : Abu al-Fida, émir de Hama, historien et géographe syrien.

- Abû Saïd Uthmân ben Yaqub, sultan mérinide.
- Al-Nowaïri, historien et jurisconsulte arabe au service des sultans Mamelouk d’Égypte.
- Florent Berthout, avoué de Malines, seigneur de Malines et du pays de Malines, et seigneur de Berlaar.
- Robert de Cassel, seigneur de Cassel, de Dunkerque et de Gravelines.
- Pieter de Coninck, tisserand brugeois, un des chefs les plus populaires avec Jan Breydel de la révolte flamande de 1302 contre les Français.
- Jean III de Dreux, comte de Dreux.
- Mathilde de Hainaut, princesse d'Achaïe et de Morée.
- Stefan Uroš III Dečanski, roi de Serbie.
- Bernard Gui, évêque de Tui en Galice, puis de Lodève.
- Saw E, sixième souverain du royaume d'Hanthawaddy, en Basse-Birmanie.
- John Stuart, 1er comte d'Angus  de la 2e création du titre et Lord d'Abernethy.

## Crédit d'auteurs
- Cet article est partiellement ou en totalité issu de l'article intitulé « 1331 » (voir la liste des auteurs).